# 阿里阿拉特七世
阿里阿拉特七世（篤愛母親者）（前一、二世紀之間的人物）是卡帕多細亞王國的国王，統治時間約在前116年—前101年或前111年—前100年。他是阿里阿拉特五世和勞迪絲的長子。
在繼位一開始，他的母親勞迪絲擔任他的攝政，之後她的母親與比提尼亞國王尼科美德三世結婚，尼科美德三世入主卡帕多細亞，阿里阿拉特七世遜位。後來本都王國米特里達梯六世擊敗尼科美德三世，扶持阿里阿拉特七世復位以作為傀儡之用。然而，當阿里阿拉特七世表明反對米特里達梯六世的盟友、同時也是殺父仇人的戈耳狄俄斯之後，米特里達梯六世便殺了阿里阿拉特七世，並讓自己的兒子阿里阿拉特九世為卡帕多細亞國王，卡帕多細亞貴族隨即擁護阿里阿拉特七世的弟弟阿里阿拉特八世發動叛變。

## 來源
- Hazel, John; Who's Who in the Greek World, "Ariarathes VII", (1999)
- Head, Barclay; Historia Numorum, "Cappadocia" （页面存档备份，存于）, (1911)

| 統治者頭銜            | 統治者頭銜                       | 統治者頭銜            |
| --------------------- | -------------------------------- | --------------------- |
| 前任： 阿里阿拉特六世 | 卡帕多細亞國王 前116年 – 前101年 | 繼任： 阿里阿拉特八世 |